# Håkon VII av Norge
Håkon VII (norska Haakon VII), född som Christian Frederik Carl Georg Valdemar Axel den 3 augusti 1872 på slottet Charlottenlund i Gentofte, Själland, Danmark, död 21 september 1957 i Oslo, Norge, var kung av Norge från 1905 till 1957.
Prins Carl av Danmark, som han kallades innan han valdes till norsk kung, föddes som andre son till kronprinsen och kronprinsessan av Danmark (senare kung Fredrik VIII av Danmark och drottning Louise), och var yngre bror till Kristian X av Danmark. Han tillhörde huset Schleswig-Holstein-Sonderburg-Glücksburg, en gren av huset Oldenburg. Han var genom Karl XV:s dotter Louise av Sverige (drottning av Danmark) syssling med kung Gustaf VI Adolf av Sverige.
Prins Carl utbildades vid Det Kongelige Danske Sjökrigsskola och tjänstgjorde i den danska flottan. Efter upplösningen av unionen mellan Sverige och Norge 1905 erbjöds han den norska kronan. Efter en folkomröstning i november accepterade han erbjudandet och valdes formellt till kung av Norge av Stortinget. Han antog det fornnordiska namnet Håkon (Haakon) och besteg tronen som Håkon VII och blev den förste självständiga norske monarken sedan Olav II 1387.
Som kung vann Håkon mycket sympati hos det norska folket. Även om Norges grundlag ger kungen betydande verkställande makt, begränsade sig Håkon i praktiken till en representativ och ceremoniell roll samtidigt som han sällan blandade sig i politiken, en praxis som hans son och sonson fortsatte. Norge invaderades av Nazityskland i april 1940. Håkon avvisade de tyska kraven på att legitimera Quislingregimens marionettregering och lovade att abdikera hellre än att göra det. Han vägrade att abdikera efter att ha gått i exil i Storbritannien. Som sådan spelade han en central roll i att ena den norska nationen i dess motstånd mot invasionen och den efterföljande fem år långa ockupationen under andra världskriget. Han återvände till Norge i juni 1945 efter Tysklands nederlag.
Håkon blev kung av Norge när hans farfar Kristian IX fortfarande regerade i Danmark, och innan hans far och äldre bror blev kungar av Danmark. Under sin regeringstid såg han sin far Fredrik VIII, sin äldre bror Kristian X och sin brorson Frederik IX bestiga Danmarks tron 1906, 1912 respektive 1947. Håkon dog vid 85 års ålder i september 1957, efter att ha regerat i nästan 52 år. Han efterträddes av sitt enda barn och son, som besteg tronen som Olav V.

## Uppväxt som dansk prins

### Födelse och familj

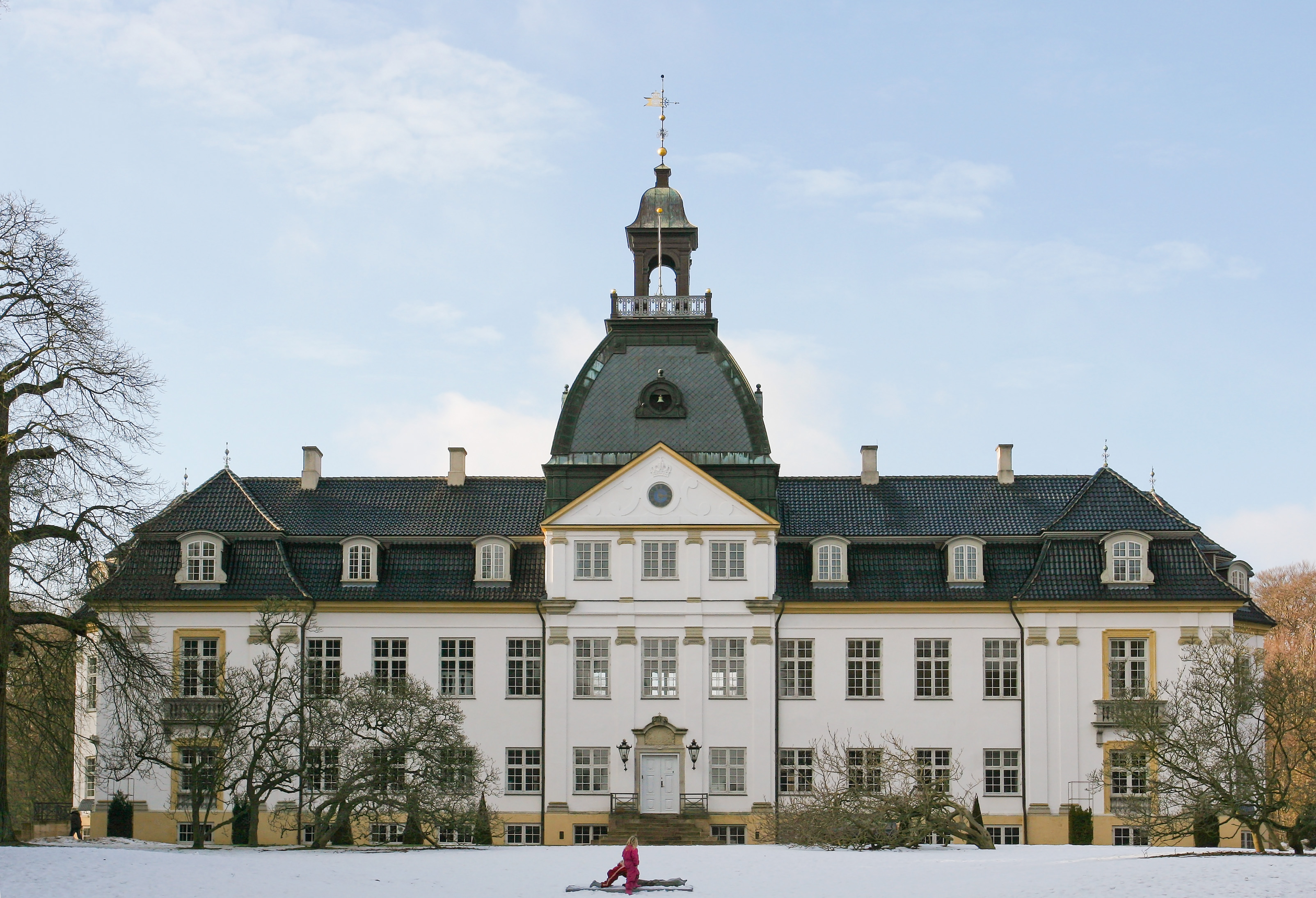
Prins Karls födelseort, Charlottenlunds slott, norr om Köpenhamn.

Prins Carl av Danmark, som han kallades innan han blev kung, föddes den 3 augusti 1872 på sina föräldrars sommarresidens, Charlottenlunds slott, beläget vid stranden av Öresund 10 kilometer norr om Köpenhamn på ön Själland i Danmark. Han var andre son till dåvarande danske tronföljaren, kronprins Fredrik av Danmark (den senare kung Fredrik VIII av Danmark) och prinsessan Lovisa av Sverige. Hans farfar var Kristian IX av Danmark, av huset Glücksburg och hans morfar var Karl XV av Sverige, av huset Bernadotte. Vid tiden för hans födelse var hans morfar kung i Norge, och eftersom huset Oldenburg regerat Danmark sedan 1448, hade hans förfäder även varit kungar av Norge under den tid då länderna var i union 1536–1814. Den unge prinsen döptes på Charlottenlunds slott den 7 september 1872 av biskopen av Själland, Hans Lassen Martensen. Han döptes med namnen Christian Frederik Carl Georg Valdemar Axel och var känd som Prins Carl (namne med sin morfar kungen av Sverige-Norge, som dog bara 11 dagar efter hans dop).
Carl tillhörde Schleswig-Holstein-Sonderburg-Glücksburg-grenen (ofta förkortat till Glücksburg) av huset Oldenburg. Huset Oldenburg hade varit den danska kungafamiljen sedan 1448; mellan 1536 och 1814 styrde det också Norge, som då var en del av kungariket Danmark-Norge. Huset kom ursprungligen från norra Tyskland, där grenen Glücksburg (Lyksborg) hade sin lilla förläning. Släkten hade anknytning till Norge från och med 1400-talet. Flera av hans förfäder hade varit kungar av Norge i union med Danmark och tidvis Sverige. Bland dem fanns Kristian I, Fredrik I, Kristian III, Fredrik II, Kristian IV och Fredrik III. Fredrik III införlivade Norge i Oldenburg med Danmark, Schleswig och Holstein. Hans senare förfäder på fädernet hade varit hertigar i Schleswig-Holstein. Christian Fredrik, som var kung av Norge en kort tid 1814, den förste kungen av den norska konstitutionen 1814 och kampen för självständighet, var hans farfars bror.
Prins Carl hade en äldre bror vid födseln, prins Kristian (senare Kristian X av Danmark), och fick senare sex yngre syskon. Vid sin födelse var han alltså nummer tre i den danska tronföljden efter sin far och storebror. Som yngre son utan omedelbar utsikt att ärva tronen utbildades prins Carl till sjöofficer. Från 1893 till sin utnämning till norsk kung 1905 tjänstgjorde han i den danska marinen. Under denna period deltog han i flera sjöexpeditioner, bland annat 1904–1905 med kryssaren Heimdal till Medelhavet och Atlanten.

### Barndom och utbildning

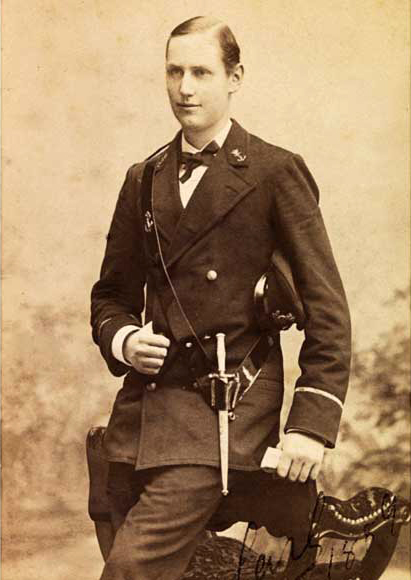
Prins Carl som sjökadett 1889.

Carl växte upp med sina syskon i det kungliga hushållet i Köpenhamn och bodde omväxlingsvis mellan föräldrarnas residens i Köpenhamn, Fredrik VIII:s palats, ett 1700-talspalats som utgör en del av slottskomplexet Amalienborg i centrala Köpenhamn, och deras lantställe Charlottenlunds slott, som ligger vid Öresunds kust norr om staden. Till skillnad från vad som var brukligt vid den tiden, då kungliga barn uppfostrades av guvernanter, uppfostrades barnen av kronprinsessan Louise själv. Under moderns överinseende fick barnen en tämligen sträng kristet dominerad uppfostran, som kännetecknades av allvarsamhet, pliktuppfyllnad, omsorg och ordning.
Som yngre son till kronprinsen var förväntningarna på att Carl skulle bli kung låga. Han var den tredje i tronföljden efter sin far och äldre bror, prins Christian, och tillbringade sin tidiga tid i skuggan av sin äldre bror. Carl var mindre än två år yngre än Christian, och de två prinsarna utbildades tillsammans i hemmet av privatlärare och fick en gemensam konfirmation i Christiansborgs slottskapell 1887.
Efter konfirmationen förväntades Carl, som var brukligt för prinsar på den tiden, påbörja en militär utbildning. Det beslöts att han, i enlighet med sin egen önskan, skulle gå in i den danska flottan. Han utbildades vid Det Kongelige Danske Sjökrigsskole från 1889 till 1893 och avlade examen som fänrik. Han stannade därefter i tjänst i den danska flottan tills han utnämndes till norsk kung 1905. År 1894 befordrades han till premiärlöjtnant och 1905 till amiral. Under sin karriär inom flottan deltog han i flera sjöexpeditioner, bland annat en 1904–1905 med den skyddade kryssaren HDMS Heimdal till Medelhavet och Atlanten.

### Giftermål och barn

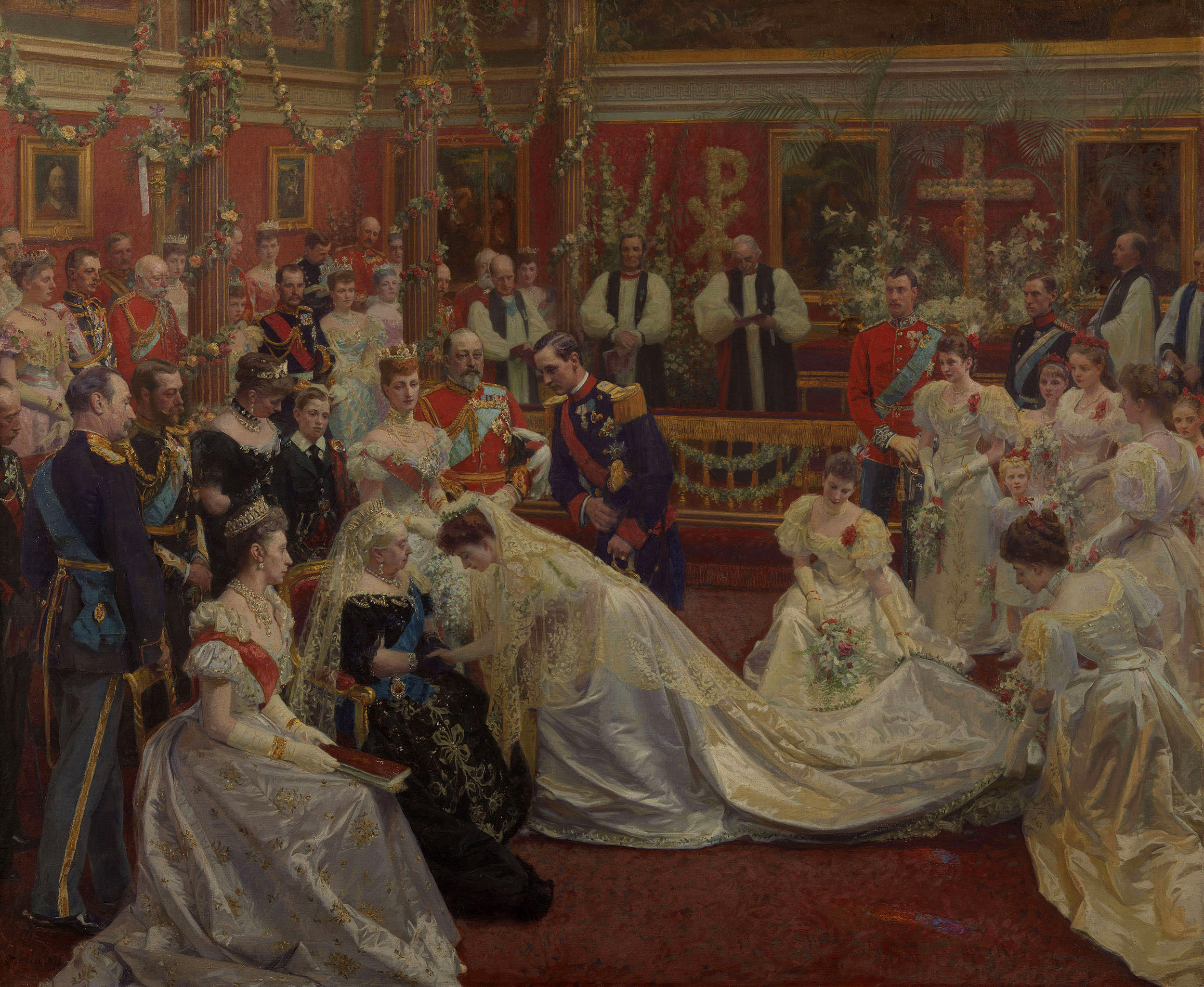
Prins Carls och prinsessan Mauds bröllop

Den 28 oktober 1895 förlovade sig Prins Carl med sin kusin, prinsessan Maud av Storbritannien (1869–1938). Prinsessan Maud var yngsta dotter till brittiske tronföljaren prinsen av Wales (den senare kung Edvard VII av Storbritannien) och Carls faster Alexandra av Danmark. Bröllopet stod den 22 juli 1896 i kapellet på Buckingham Palace i London, och bland bröllopsgästerna fanns brudens farmor, 77-åriga drottning Viktoria av Storbritannien.
Efter bröllopet bosatte sig paret i Köpenhamn, där prins Carl fortsatte sin karriär som sjöofficer. Maud led av hemlängtan i Danmark och tillbringade mycket tid på besök i Storbritannien. De fick bostad i Bernstorffs Palæ i Bredgade i Köpenhamn, alldeles bredvid slottsanläggningen Amalienborg. I bröllopspresent gav brudens far, prinsen av Wales, dessutom sin dotter och svärson ett lantställe, Appleton House, beläget på Sandringham House ägor, där de kunde vistas vid sina besök i England. Där föddes 2 juli 1903 parets enda barn prins Alexander (senare kung Olav av Norge), som skulle efterträda sin far som Norges kung. Olav föddes före unionsupplösningen och kallades prins Alexander tills han blev Norges kronprins 1905.

## Trontillträde

### Bakgrund och val

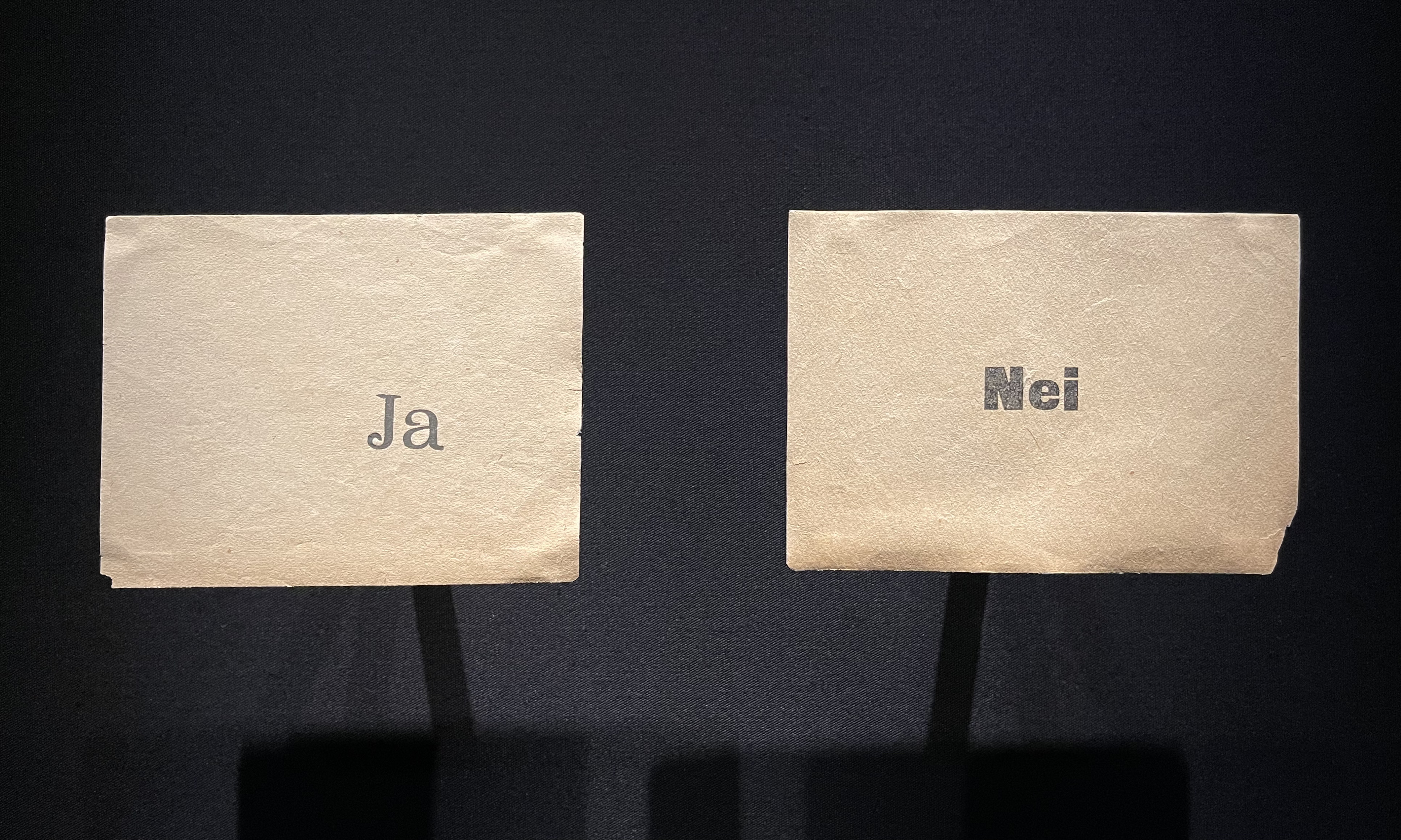
Valsedlar med ja och nei (till prins Carl) från den norska Folkomröstning om Prins Carl av Danmark som norsk kung.

Efter flera år av meningsskiljaktigheter i olika frågor upplöstes 1905 den union mellan Sverige och Norge som hade funnits sedan 1814. Unionen upplöstes ensidigt av Stortinget den 7 juni, och upplösningen bekräftades senare av det norska folket i den norska folkomröstningen om unionsupplösning 1905 som hölls den 13 augusti. Efter veckor av förhandlingar erkändes sedan upplösningen av unionen av Sverige den 23 september i Karlstadsfreden, medlad av de europeiska stormakterna. Bland annat skulle Norges suveränitet erkännas fullt ut och den svenske kungen Oscar II:s abdikation från den norska tronen. En månad senare upplöstes unionen formellt då kung Oscar II den 26 oktober undertecknade dokumenten som erkände Norge som en självständig stat, och abdikerade som norsk kung samma dag.
Därefter identifierade en kommitté från den norska regeringen flera prinsar av europeiska kungahus som kandidater till den lediga norska kronan. Norge hade lagligen haft status som självständig stat sedan 1814, men hade inte haft någon egen kung sedan 1387. Så småningom blev prins Carl den ledande kandidaten, mycket på grund av att han härstammade från självständiga norska kungar. Han hade också en son, som var en tronarvinge, och det faktum att hans fru, prinsessan Maud, var medlem av den brittiska kungafamiljen sågs av många som en fördel för den nyligen självständiga norska nationen. Den tyske kejsaren Vilhelm II avvisade bestämt Carls kandidatur. Han var inte bara vän med kung Oscar II, utan betraktade också Carls, Edvard VII:s svärson, trontillträde som ett engelskt övertagande av Norge. Vilhelm försökte förgäves övertala kung Oscar att låta en yngre furste av Bernadotte kandidera, men den svenske kungen kunde inte förmå sig att göra det. Tsar Nikolaj II avvisade också sin kusin Carls kandidatur, som han ansåg vara helt olämplig och influerad av engelskan. Kejsaren och tsaren försökte till slut få fram Carls farbror prins Valdemar av Danmark som kandidat till tronen, men han vägrade.
Den demokratiskt sinnade prins Carl, som var medveten om att Norge fortfarande diskuterade om man skulle förbli ett kungarike eller i stället övergå till ett republikanskt statsskick, blev smickrad av den norska regeringens närmanden, men han ställde som villkor att det hölls en folkomröstning för att visa om monarkin var det norska folkets val. Efter att folkomröstningen med överväldigande majoritet på 79 procent (259 563 röster för och 69 264 emot) bekräftat att norrmännen ville förbli en monarki, erbjöds prins Carl formellt Norges tron av Stortinget och valdes den 18 november 1905. När Carl tackade ja till erbjudandet samma kväll (efter godkännande av sin farfar Kristian IX av Danmark) blev han omedelbart omtyckt av sitt adoptivland genom att ta det fornnordiska namnet Haakon, ett namn som inte hade använts av Norges kungar på över 500 år. Därmed efterträdde han sin morfars bror, Oscar II av Sverige, som hade abdikerat från den norska tronen i oktober.
Två dagar senare, på morgonen den 20 november, samlades en stor folkmassa utanför kung Håkons och drottning Mauds residens i Bernstorffs palats i Köpenhamn. Deltagarna hälsade på kungaparet när de dök upp i fönstret och började sjunga den fosterländska sången Ja, vi elsker dette landet. Senare samma dag tog kung Kristian IX av Danmark emot en delegation från Stortinget i audiens i Kristian VII:s palats på Amalienborg. Delegationen framförde budskapet att kungens sonson hade valts till kung av Norge, medan Kristian IX uttryckte sitt samtycke till valet av prins Carl. Delegationens ordförande, Stortingspresident Carl Berner, framförde en hälsning och gratulationer från det norska folket och framförde folkets önskan om ett gott samarbete. Konungen svarade:
"Herr Stortingspresident, mina herrar: Den första hälsningen från representanterna för det norska folket, som i sitt enhälliga beslut den 18 november har valt mig till sin kung, har berört mig djupt. Människorna har därigenom visat mig ett självförtroende som jag vet att uppskatta, och som jag hoppas kommer att växa sig starkare i takt med att det lär känna min fru och mig. Som ni känner till, mina herrar, var det på min begäran som den nyligen avslutade folkomröstningen ägde rum. Jag ville vara säker på att det var ett folk och inte ett parti som ville att jag skulle bli kung, eftersom min uppgift framför allt borde vara att ena, inte splittra. Mitt liv kommer jag att ägna åt Norges bästa, och det är min hustrus och min innerliga önskan att de människor som har valt oss kommer att förenas för att samarbeta och sträva mot detta stora mål, och med fullt förtroende kan jag sedan ta som mitt valspråk: ALLT FÖR NORGE!"

### Ankomsten till Norge

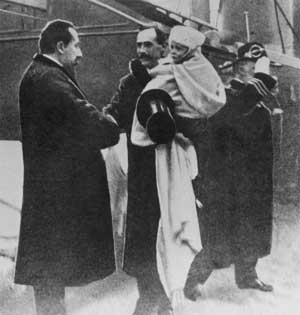
Kung Håkon ankommer till Norge som kung 25 november 1905, och bär sin son kronprins Olav på armen. De hälsas välkomna av statsminister Christian Michelsen.

Bara tre dagar senare, den 23 november, lämnade den nya norska kungafamiljen Köpenhamn för Norge ombord på den danska kungaskeppet, hjulångaren Dannebrog. Efter att ha korsat Kattegatt och Skagerrak gick Dannebrogen in i Oslofjorden, där familjen vid Oscarsborgs fästning nära Drøbak gick ombord på det norska örlogsfartyget Heimdal. Heimdal seglade sedan kungen den sista biten från Drøbak, och efter en två dagar lång resa anlände familjen till Kristiania (nuvarande Oslo) tidigt på morgonen den 25 november 1905.
Kungen togs emot i hamnen av Norges statsminister Christian Michelsen. På Heimdals däck höll statsministern följande tal till kungen:
"I nästan 600 år har det norska folket inte haft en egen kung. Aldrig har han varit helt och hållet vår egen. Vi har alltid varit tvungna att dela med oss av honom till andra. Aldrig har han haft sitt hem hos oss. Men där hemmet är, där kommer också fäderneslandet att finnas. Idag är det annorlunda. I dag kommer Norges unge kung för att bygga sitt framtida hem i Norges huvudstad. Utnämnd av ett fritt folk som en fri man att leda sitt land, kommer han att vara helt och hållet vår egen. Än en gång kommer norrmännens kung att vara det starka, enande märket för alla nationella gärningar i det nya, självständiga Norge ..."
Två dagar senare, den 27 november, svor Håkon VII sin konstitutionella ed inför parlamentet som Norges första självständiga kung på 518 år. Norge räknar dock den 18 november, dagen för hans val, som den formella början på hans regeringstid.

### Kröning
Den 22 juni 1906 kröntes och smordes kung Håkon och drottning Maud högtidligt i Nidarosdomen i Trondheim av biskopen i Trondheim Vilhelm Andreas Wexelsen. Kröningen var i linje med det konstitutionella mandatet, men många norska statsmän hade kommit att betrakta kröningsriter som "odemokratiska och ålderdomliga". Kröningsklausulen ströks ur Norges grundlag 1908, och även om kröningar inte är uttryckligen förbjudna enligt nuvarande norsk lagstiftning, blev detta den senaste kröningen av en norsk monark. Under perioden före och efter kröningen gjorde kungaparet en omfattande kröningsresa genom Norge.
Kungaparet flyttade in i Kungliga slottet i Oslo. Håkon blev den förste monarken som använde slottet permanent och slottet renoverades därför i två år innan han, drottning Maud och kronprins Olav kunde flytta in. Medan det kungliga slottet renoverades bodde kungaparet Maud sitt första år i Norge på Bygdøy Kongsgård i Oslo, som de fortsatte att använda flitigt som sommarresidens. Efter kröningen fick kung Håkon och drottning Maud även godset Kongsseteren på Holmenkollen i Oslo som en gåva av det norska folket.

## Första regeringstiden
Konung Håkon vann mycken sympati hos det norska folket och han reste mycket i Norge. Som kung strävade Haakon efter att omdefiniera kungahusets roll i det egalitaristiska Norge och hitta en balans mellan det informella norska sättet och monarkins behov av formell representation. Även om Norges grundlag formellt sett innebar en ganska betydande makt för kungen, regerade kung Haakon strikt konstitutionellt och vann därmed det norska folkets förtroende. Parlamentariskt styre hade etablerats i Norge sedan 1884, tidigare än i resten av kontinenten. I praktiken fattades alltså nästan alla viktiga regeringsbeslut av regeringen (Statsrådet) som agerade i Håkons namn. Håkon begränsade sig till opartiska och representativa roller utan att blanda sig i politiken, en praxis som hans son och sonson fortsatte. Hans långa styre gav honom dock betydande moralisk auktoritet som en symbol för landets enighet.

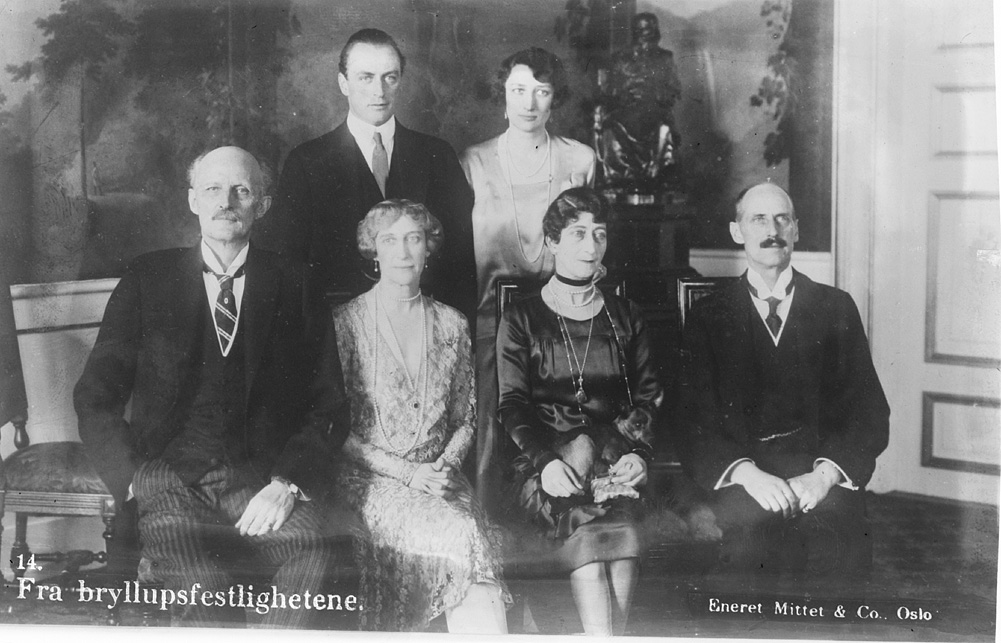
Kronprins Olav och hans blivande brud, tillika kusin, prinsessan Märtha av Sverige (som faktiskt föddes som "Prinsessa av Sverige-Norge") med föräldrar och svärföräldrar.

Vid första världskrigets utbrott 1914 förespråkade den norska regeringen att Norge skulle föra en neutralitetspolitik. Kungen stödde neutralitetspolitiken genom att delta i det så kallade Trekungamötet som hölls den 18 december 1914 i Malmö. Där träffades de tre skandinaviska monarkerna kung Håkon, kung Kristian X av Danmark (Håkons bror) och kung Gustav V av Sverige (Håkons mors kusin) tillsammans med sina utrikesministrar för att diskutera och betona de nordiska ländernas neutralitet, och i en gemensam deklaration bekräftade de tre staternas strikta neutralitet under kriget. Mötet 1914 följdes av ytterligare ett möte med tre kungar i Kristiania i november 1917.
1927 blev Arbeiderpartiet det största partiet i Stortinget och i början av året därpå kom Norges första Arbeiderregering till makten. Arbeiderpartiet ansågs av många vara "revolutionärt" och den dåvarande vice premiärministern avrådde från att utse Christopher Hornsrud till statsminister. Håkon vägrade dock att överge parlamentarisk praxis och bad Hornsrud att bilda en ny regering. Som svar till några av sina belackare sa han: "Jag är också kommunisternas kung" (norska: "Jeg er også kommunistenes konge").
Den 21 mars 1929 gifte sig kronprins Olav med sin kusin prinsessan Märtha av Sverige i Oslo domkyrka. Prinsessan Märtha var dotter till Håkons syster prinsessan Ingeborg och prins Carl. Det var det första kungliga bröllopet i Norge efter unionsupplösningen, och alliansen möttes med stor entusiasm, även i Sverige, och det sågs som ett tecken på att all disharmoni efter händelserna 1905 nu var över. Kronprins Olav och kronprinsessan Märtha fick tre barn: Ragnhild (1930–2012), Astrid (född 1932) och Harald (född 1937), som skulle bli kung 1991.
Under fallet Östra Grönland, en territoriell tvist mellan Norge och Danmark om suveräniteten över östra Grönland, rådde en mycket spänd atmosfär. Den 5 april 1933 förlorade Norge det skiljeförfarande som hade hänskjutits till Permanenta internationella domstolen i Haag. Dagen därpå citerade tidningen Aftenposten på förstasidan det telegram som kung Håkon hade skickat till sin bror kung Kristian X:
"Har fått ordalydelsen i meningen och gratulerar Danmark till resultatet."
Den nye kungen fick flera hedersbetygelser. När Roald Amundsen 1911 blev den första människan att nå Sydpolen uppkallade han hela platån runt Sydpolen till Haakon VII:s vidder. Även ett county i South Dakota bär hans namn, Haakon County.
Drottning Maud dog oväntat under ett besök i Storbritannien den 20 november 1938. År 1939 reste kung Haakon runt i sydöstra Montana och delar av den föreslagna separatiststaten Absaroka, och anhängare till utbrytarrörelsen hävdade att denna händelse var ett formellt erkännande av deras delstat.

## Andra världskriget

### Den tyska invasionen
Nazitysklands flyg och flotta invaderade Norge tidigt på morgonen 9 april 1940. Tyska marina enheter planerade att kuppartat ta Oslo på morgonen, men hindrades efter att ha hamnat i strid med Oscarsborgs fästning. Fästningen sköt mot inkräktarna, sänkte den tunga kryssare nBlücher och skadade den tunga kryssaren Lützow, med stora tyska förluster som inkluderade många soldater, Gestapo-agenter och administrativ personal som skulle ha ockuperat den norska huvudstaden. Detta ledde till att resten av den tyska flottiljen drogs tillbaka, vilket förhindrade inkräktarnas planerade gryningsockupation av Oslo. Tyskarnas dröjsmål med att ockupera Oslo, tillsammans med ett snabbt ingripande av Stortingspresidenten C. J. Hambro, skapade en möjlighet för den kungliga familjen, kabinettet och de flesta av de 150 medlemmarna i Stortinget att göra en hastig avresa från huvudstaden med specialtåg.
Stortinget samlades för första gången i Hamar samma eftermiddag, men i och med de tyska truppernas snabba framryckning fortsatte gruppen till Elverum. Stortinget antog enhälligt en resolution, den så kallade Elverumsfullmakten, som gav regeringen full makt att skydda landet tills Stortinget kunde sammanträda igen.

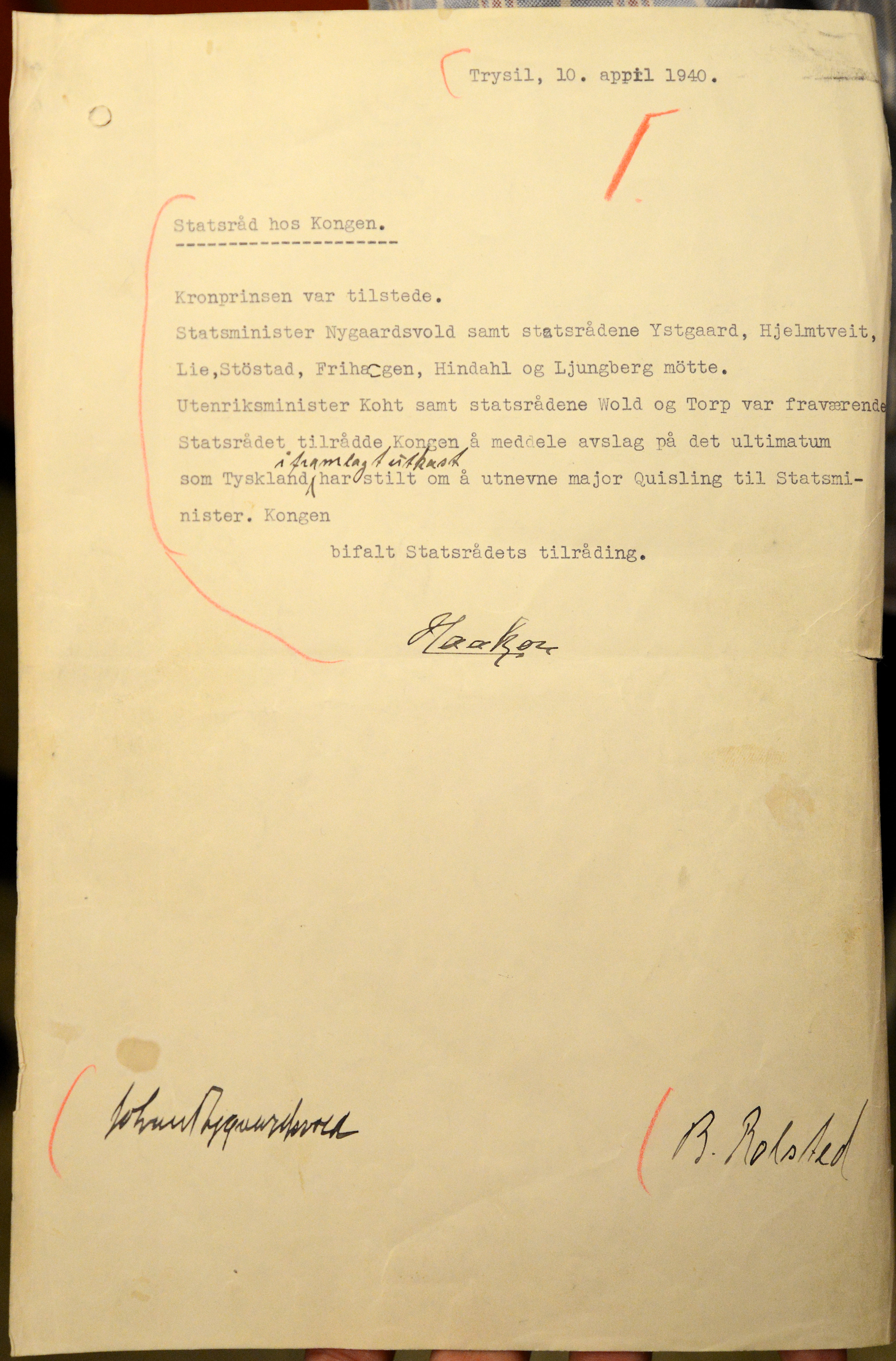
"Kungens nej": Statsrådsdokument från 10 april 1940 i vilket regeringen rådde kung Håkon att avslå Tysklands ultimatum om kapitulation och att utnämna Vidkun Quisling till Statsminister.

Dagen därpå krävde Curt Bräuer, Tysklands ambassadör i Norge, ett möte med kung Håkon. Den tyske diplomaten uppmanade Håkon att acceptera Adolf Hitlers krav på att upphöra med allt motstånd och utse Vidkun Quisling till statsminister. Quisling, ledaren för Norges fascistiska parti, Nasjonal Samling, hade några timmar tidigare utropat sig själv till statsminister i Oslo som ledare för vad som skulle bli en tysk marionettregering. Om Håkon formellt hade utnämnt honom skulle det i praktiken ha gett invasionen en rättslig sanktion. Bräuer föreslog att Håkon skulle följa den danska regeringens och sin bror Kristian X:s exempel, som hade kapitulerat nästan omedelbart efter invasionen dagen innan, och hotade Norge med hårda repressalier om landet inte kapitulerade. Håkon sade till Bräuer att han inte kunde fatta beslutet själv, utan endast kunde agera på inrådan av regeringen.
Under ett känsloladdat möte med kabinettet i Nybergsund berättade kung Håkon vad det tyske sändebudet sagt. Kung Håkon sade då:
"Jag är djupt tagen av det ansvar som påläggs mig om det tyska kravet avvisas. Ansvaret för katastrofen som kommer att drabba folket och landet är i sanning så allvarligt att jag bävar för att ta det. Det vilar på regeringen att fatta beslutet, men min ståndpunkt är klar.
För min del kan jag inte acceptera det tyska kravet. Det skulle strida emot allt jag har uppfattat som min plikt som kung av Norge sedan jag kom till detta land för närmare trettiofem år sedan".
Håkon fortsatte och sade att han visste att norska folket och Stortinget saknade förtroende för Quisling och att om kabinettet var av annan uppfattning skulle han abdikera för att inte stå i vägen för regeringens beslut.
Nils Hjelmtveit, kyrko- och utbildningsminister, skrev senare:
"Detta gjorde ett stort intryck på oss alla. Tydligare än någonsin tidigare kunde vi se mannen bakom orden; Kungen som hade dragit en linje för sig själv och sin uppgift, en linje som han inte kunde avvika från. Vi hade under de fem åren [i regeringen] lärt oss att respektera och uppskatta vår kung, och nu kom han genom sina ord till oss som en stor man, rättvis och kraftfull. En ledare i dessa ödesdigra tider för vårt land.".
Inspirerad av Haakons ställningstagande rådde regeringen honom enhälligt att inte tillsätta någon regering ledd av Quisling. Inom några timmar ringde de sin vägran till Bräuer. Samma kväll sände NRK ut regeringens avvisande av de tyska kraven till det norska folket. I samma sändning meddelade regeringen att den skulle motsätta sig den tyska invasionen så länge som möjligt och uttryckte sitt förtroende för att norrmännen skulle ge sitt stöd till saken.
Efter att Norge slutligen erövrats "förvandlade Quisling [landet] till en fascistisk enpartistat och rekryterade 6 000 norrmän för att slåss tillsammans med tyskarna på den ryska fronten". En mycket liten andel av befolkningen stödde Quisling och många anslöt sig till den norska motståndsrörelsen. Efter kriget dömdes Quisling för förräderi och avrättades.

### Slaget om Norge

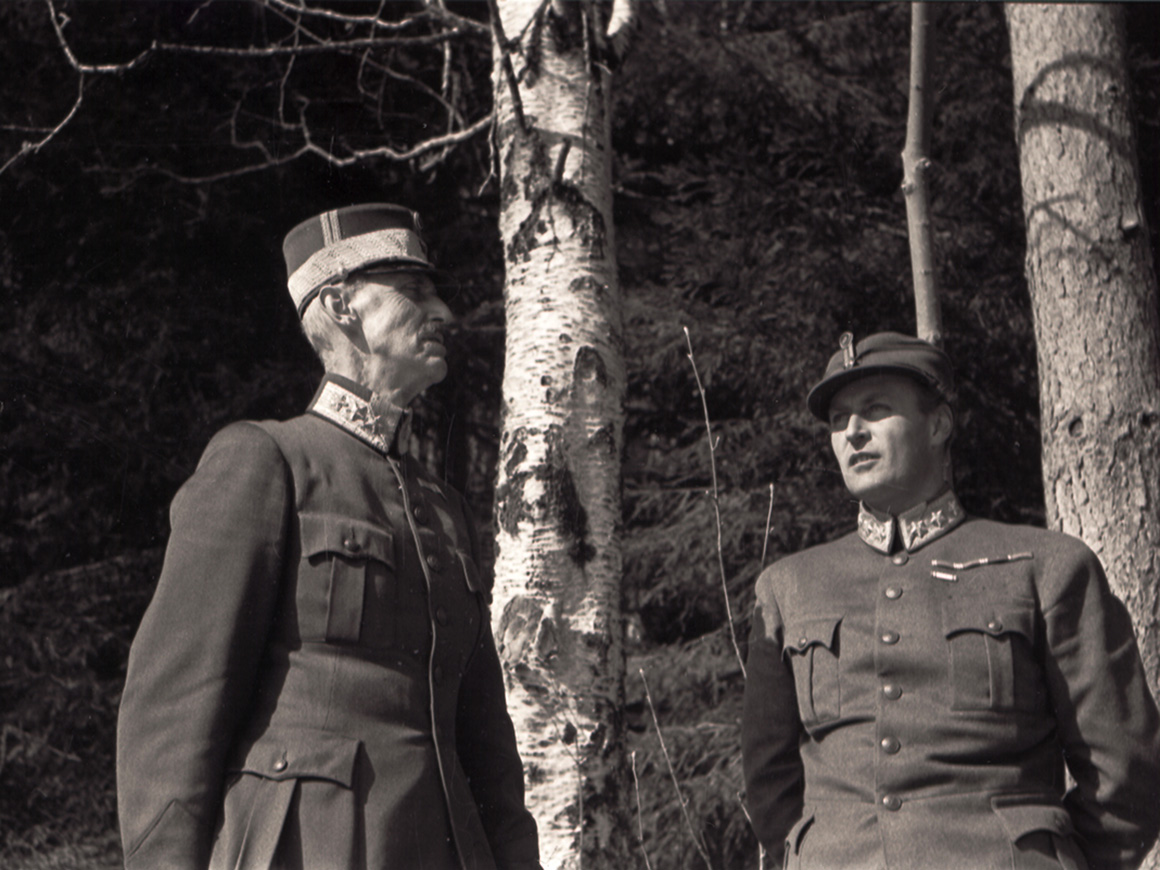
Kung Håkon och kronprins Olav söker skydd under en björk (”Kongebjørka”) under ett tyskt bombanfall mot Molde i slutet av april 1940

Morgonen därpå, den 11 april 1940, anföll Luftwaffes bombplan Nybergsund i ett försök att utplåna Norges orubbliga kung och regering. Det neutrala Sverige låg bara 26 kilometer bort, men den svenska regeringen bestämde att den skulle "gripa och fängsla" kung Håkon om han korsade deras gräns (vilket Håkon aldrig förlät). Den norske kungen och hans ministrar tog sin tillflykt till de snötäckta skogarna och undkom skador och fortsatte längre norrut genom bergen mot Molde på Norges västkust. När de brittiska styrkorna i området förlorade mark under Luftwaffes bombardemang togs kungen och hans sällskap ombord på den brittiska kryssaren HMS Glasgow vid Molde och transporterades ytterligare 1 000 kilometer norrut till Tromsø, där en provisorisk huvudstad upprättades den 1 maj. Håkon och kronprins Olav bosatte sig i en skogsstuga i Målselvdalen i inre Troms där de skulle stanna tills de evakuerades till Storbritannien.
De allierade hade ett ganska säkert grepp om Nordnorge fram till slutet av maj. Situationen förändrades dock dramatiskt genom deras försämrade situation i Slaget om Frankrike. När tyskarna snabbt invaderade Frankrike beslutade det allierade överkommandot att styrkorna i Nordnorge skulle dras tillbaka. Kungafamiljen och den norska regeringen evakuerades från Tromsø den 7 juni ombord på HMS Devonshire med totalt 461 passagerare. Denna evakuering blev extremt kostsam för Royal Navy när de tyska örlogsfartygen Scharnhorst och Gneisenau anföll och sänkte det närliggande hangarfartyget HMS Glorious med sina eskorterande jagare HMS Acasta och HMS Ardent. Devonshire sände inte ut fiendens observationsrapport som gjorts av Glorious eftersom de inte kunde avslöja sin position genom att bryta radiotystnaden. Inget annat brittiskt fartyg fick rapporten om observationen, och 1 519 brittiska officerare och manskap och tre krigsfartyg gick förlorade. Devonshire anlände välbehållen till London och kung Håkon och hans kabinett inrättade en norsk exilregering i den brittiska huvudstaden.

### Exilregering
Till en början var kung Håkon och kronprins Olav gäster på Buckingham Palace, men i början av Londonblitzen i september 1940 flyttade de till Bowdown House i Berkshire. Byggandet av det intilliggande flygfältet RAF Greenham Common i mars 1942 föranledde ytterligare en flytt till Foliejon Park i Winkfield, nära Windsor, i Berkshire, där de stannade fram till befrielsen av Norge.
Håkon tillbringade också tid på Carbisdale Castle i Sutherland, Skottland, som Theodore Salvesen, en skeppsredare av norsk härkomst, ställde till hans förfogande.

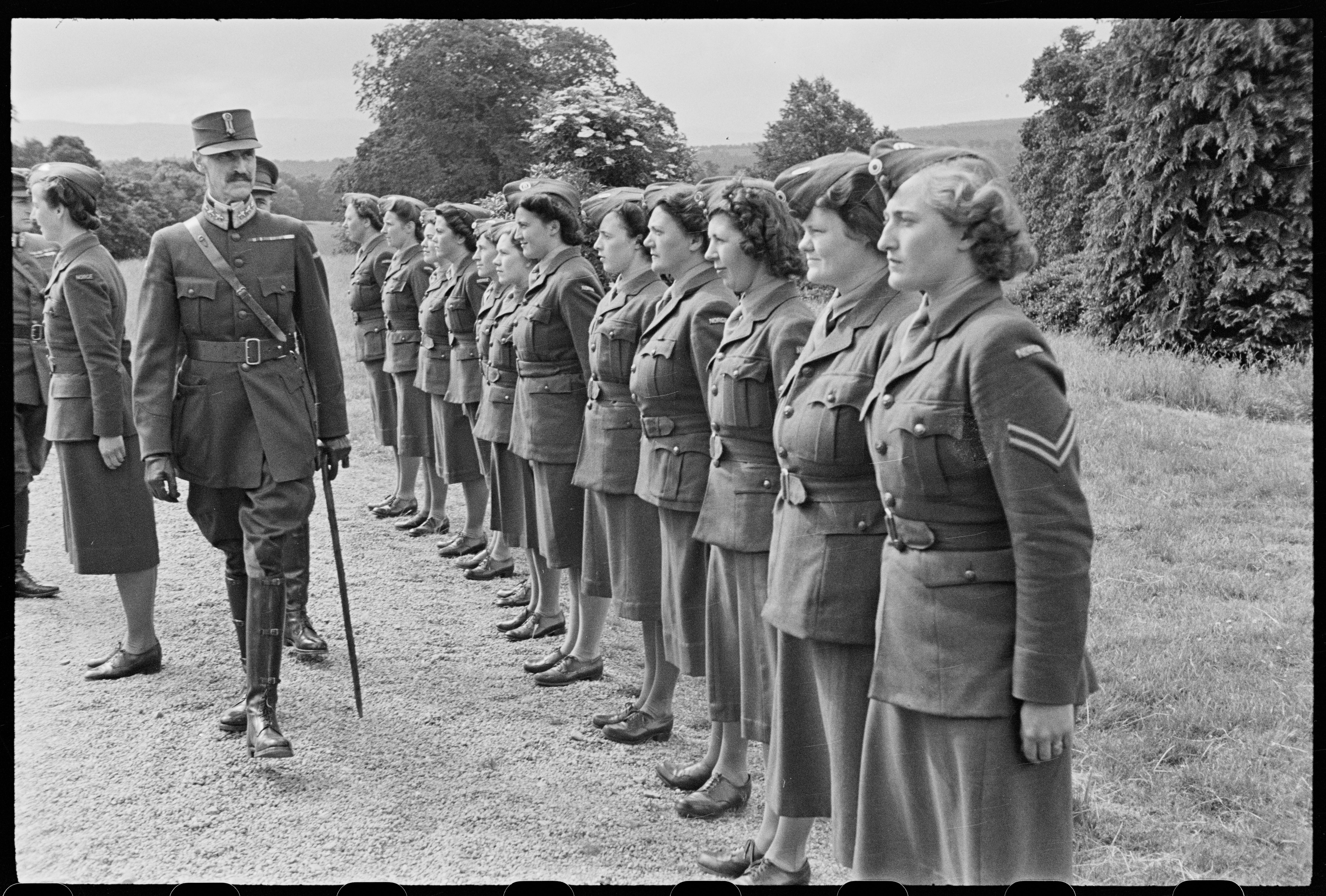
Kung Håkon inspekterar norska rekryter i Skottland 1943.

Kungens officiella residens var den norska legationen på 10 Palace Green i Kensington, som blev säte för den norska exilregeringen. Här deltog Håkon i veckovisa kabinettsmöten och arbetade med talen som regelbundet sändes via radio till Norge av BBC World Service. Dessa sändningar bidrog till att befästa Håkons position som en viktig nationell symbol för den norska motståndsrörelsen. Många sändningar gjordes från den helige Olavs norska kyrka i Rotherhithe, där kungafamiljen var regelbundna gudstjänstbesökare.
Under tiden hade Hitler utnämnt Josef Terboven till Rikskommissarie över Norge. På Hitlers order försökte Terboven tvinga Stortinget att avsätta kungen. Stortinget avböjde med hänvisning till konstitutionella principer. Ett ultimatum ställdes därefter av tyskarna, som hotade att internera alla norrmän i militär ålder i tyska koncentrationsläger. Med detta hot i överhängande form skrev Stortingets representanter i Oslo den 27 juni till sin monark och bad honom att abdikera. Kungen avböjde och svarade artigt att Stortinget handlade under tvång. Kungen gav sitt svar den 3 juli och proklamerade det i BBC:s radio den 8 juli.
Efter att ytterligare ett tyskt försök i september att tvinga Stortinget att avsätta Håkon misslyckats, beslutade Terboven slutligen att kungafamiljen hade "förverkat sin rätt att återvända" och upplöste de demokratiska politiska partierna.
Under Norges fem år under tyskt styre bar många norrmän i hemlighet kläder eller smycken gjorda av mynt med Håkons "H7"-monogram som symboler för motstånd mot den tyska ockupationen och för solidaritet med sin exilkung och regering, precis som många människor i Danmark bar hans brors monogram på en nål. Kungens monogram målades också och reproducerades på andra sätt på olika ytor som en uppvisning av motstånd mot ockupationen.
Nazityskland kontrollerade Norge fram till de tyska styrkornas kapitulation i Europa den 8 maj 1945. Efter krigsslutet återvände kronprins Olav och fem ministrar till det befriade Norge den 13 maj 1945. Håkon och resten av den norska kungafamiljen återvände till Norge ombord på kryssaren HMS Norfolk och anlände med den första kryssareskadern till jublande folkmassor i Oslo den 7 juni 1945, exakt fem år efter att de hade evakuerats från Tromsø.

## Efter kriget
Efter sin återkomst fortsatte Håkon inte den politiska roll som han hade haft under kriget, utan begränsade sig till sina konstitutionella uppgifter som statschef. På sensommaren 1945 gav han sig ut på en omfattande turné i Norge för att undersöka krigsskadorna och trösta befolkningen. På grund av sin roll under kriget och sin personliga integritet ansågs Håkon VII vara den högsta moraliska auktoriteten i landet och åtnjöt stor aktning i alla samhällsklasser.

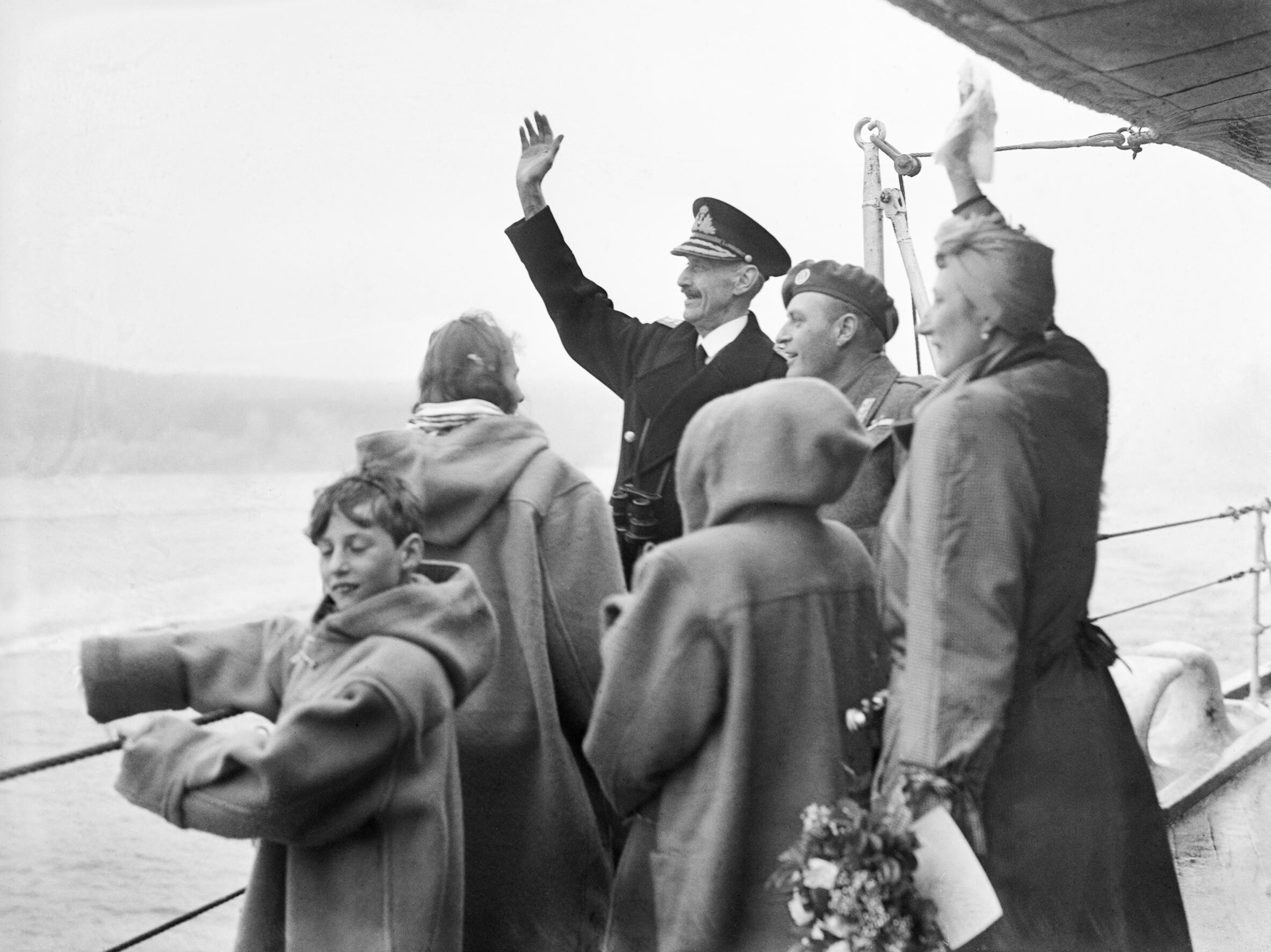
Norska kungafamiljen ombord på kryssaren HMS Norfolk vinkar till folket vid hemkomsten till Norge den 7 juni 1945.

För att tacka kungen för hans tjänster under kriget köpte det norska folket den brittiska motoryachten Philante i samband med hans kommande 75-årsdag som en del av en storskalig stiftelse- och insamlingskampanj. Denna överlämnades till Håkon 1948 som Norge som en kunglig yacht och är fortfarande tillgänglig för kungafamiljen idag.
År 1952 deltog han i begravningen av sin frus brorson kung George VI.
Kungens barnbarn, prinsessan Ragnhild, gifte sig den 15 maj 1953 med affärsmannen Erling Lorentzen (av släkten Lorentzen) och blev den första medlemmen av den nya norska kungafamiljen som gifte sig med en ofrälse.
Håkon fick se två av sina barnbarnsbarn födas; Haakon Lorentzen (f. 23 augusti 1954) och Ingeborg Lorentzen (f. 3 februari 1957).
Kronprinsessan Märtha avled i cancer den 5 april 1954.
Kung Håkon VII föll i sitt badrum på Bygdøy Kongsgård i juli 1955. Fallet, som inträffade bara en månad före hans åttiotredje födelsedag, resulterade i en fraktur på lårbenet och även om det fanns få andra komplikationer till följd av fallet fick kungen sitta i rullstol. Den en gång så aktive kungen sades ha blivit deprimerad av sin hjälplöshet och började förlora sitt vanliga engagemang och intresse för aktuella händelser. I och med att Håkon förlorade sin rörlighet, och när hans hälsa försämrades ytterligare under sommaren 1957, framträdde kronprins Olav för sin fars räkning vid högtidliga tillfällen och tog en mer aktiv roll i statens angelägenheter.
Det norska postverket gav ut tre uppsättningar jubileumsfrimärken för att hedra sin kung:
1952 – Två frimärken ges ut den 2 augusti för att fira Kungens 80-årsdag. 
1955 – Två frimärken ges ut den 25 november för att fira Kungens 50 år på tronen. 
1957 – Två frimärken ges ut den 3 augusti för att fira Kungens 85-årsdag.
Ytterligare en uppsättning gavs ut 1972 för att fira den avlidne kungens 100-årsjubileum av sin födelse.

### Död och begravning

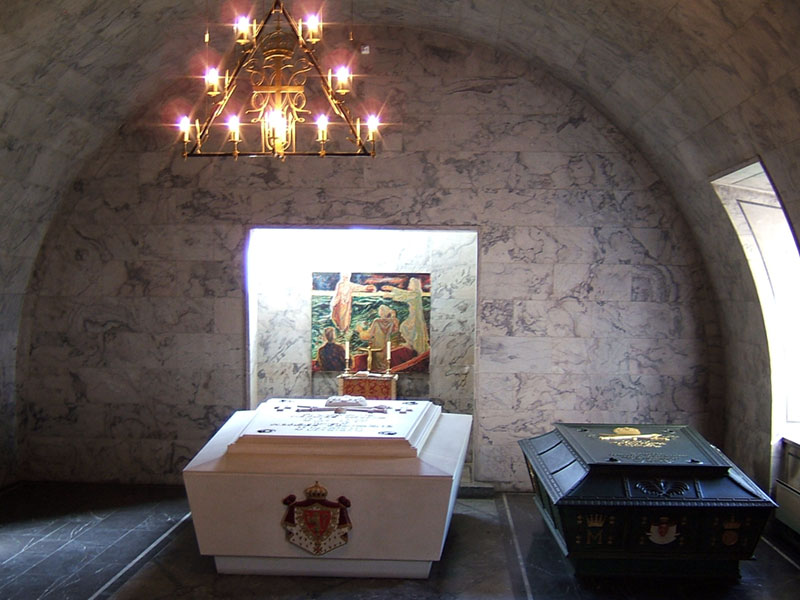
Kung Håkons och drottning Mauds vita sarkofager. I den gröna till höger vilar deras son Olav och hans hustru Märtha

Håkon avled på Kungliga slottet i Oslo den 21 september 1957. Han blev 85 år gammal. Vid hans död efterträdde Olav honom som Olav V. Håkon begravdes den 1 oktober 1957 tillsammans med sin hustru i den vita sarkofagen i det kungliga mausoleet på Akershus fästning. Begravningsprocessionen leddes av Olav V och kronprins Harald samt monarkerna Gustav VI Adolf av Sverige, Frederik IX av Danmark, Baudouin av Belgien och Paul I av Grekland, samt hertigen av Gloucester som representant för huset Windsor. Kung Håkon var den siste överlevande sonen till kung Fredrik VIII av Danmark.

## I populärkulturen
Kung Håkon är huvudperson i långfilmen Kungens val från 2016, som skildrar händelserna kring den tyska ockupationen av Norge 1940. Kungen spelas av skådespelaren Jesper Christensen.

## Utmärkelser

### Ordnar och medaljer
- Sankt Olavs Orden (1905)
- Krigskorset
- Elefantorden (1890)
- Dannebrogorden(1890/1912)
- Leopoldsorden (1906)
- Finlands vita ros (1926)
- Hederslegionen
- Grekiska Frälsarens orden (1947)
- Isländska falkorden (1955)
- Annunziataorden (1909)
- Krysantemumorden
- Nederländska Lejonorden
- Preussiska Svarta örns orden
- Preussiska Röda örns orden
- Sankt Andreas orden
- Alexander Nevskijorden
- Chakriorden
- Gyllene skinnets orden (1910)
- Strumpebandsorden (1906)
- Bathorden (1896)
- Victoriaorden (1901)
- Victoriakedjan (1902)
- Serafimerorden (1893)[47]

### Militära hedersbeygelser
Amiral i Danmarks flotta (1905)

## Anfäder
|                |  |  |  |  |  |  |  |                              |  |  |  |  |  |  |  |                                 |  |  |  |  |  |  |  | Wilhelm av Beck-Glücksburg       |
|                |  |  |  |  |  |  |  |                              |  |  |  |  |  |  |  |                                 |  |  |  |  |  |  |  |                                  |
|                |  |  |  |  |  |  |  |                              |  |  |  |  |  |  |  | Kung Kristian IX av Danmark     |  |  |  |  |  |  |  |                                  |
|                |  |  |  |  |  |  |  |                              |  |  |  |  |  |  |  |                                 |  |  |  |  |  |  |  |                                  |
|                |  |  |  |  |  |  |  |                              |  |  |  |  |  |  |  |                                 |  |  |  |  |  |  |  | Louise Karolina av Hessen-Kassel |
|                |  |  |  |  |  |  |  |                              |  |  |  |  |  |  |  |                                 |  |  |  |  |  |  |  |                                  |
|                |  |  |  |  |  |  |  | Kung Fredrik VIII av Danmark |  |  |  |  |  |  |  |                                 |  |  |  |  |  |  |  |                                  |
|                |  |  |  |  |  |  |  |                              |  |  |  |  |  |  |  |                                 |  |  |  |  |  |  |  |                                  |
|                |  |  |  |  |  |  |  |                              |  |  |  |  |  |  |  |                                 |  |  |  |  |  |  |  | Wilhelm av Hessen-Kassel         |
|                |  |  |  |  |  |  |  |                              |  |  |  |  |  |  |  |                                 |  |  |  |  |  |  |  |                                  |
|                |  |  |  |  |  |  |  |                              |  |  |  |  |  |  |  | Louise av Hessen-Kassel         |  |  |  |  |  |  |  |                                  |
|                |  |  |  |  |  |  |  |                              |  |  |  |  |  |  |  |                                 |  |  |  |  |  |  |  |                                  |
|                |  |  |  |  |  |  |  |                              |  |  |  |  |  |  |  |                                 |  |  |  |  |  |  |  | Louise Charlotta av Danmark      |
|                |  |  |  |  |  |  |  |                              |  |  |  |  |  |  |  |                                 |  |  |  |  |  |  |  |                                  |
| Kung Håkon VII |  |  |  |  |  |  |  |                              |  |  |  |  |  |  |  |                                 |  |  |  |  |  |  |  |                                  |
|                |  |  |  |  |  |  |  |                              |  |  |  |  |  |  |  |                                 |  |  |  |  |  |  |  | Kung Oscar I av Sverige & Norge  |
|                |  |  |  |  |  |  |  |                              |  |  |  |  |  |  |  |                                 |  |  |  |  |  |  |  |                                  |
|                |  |  |  |  |  |  |  |                              |  |  |  |  |  |  |  | Kung Karl XV av Sverige & Norge |  |  |  |  |  |  |  |                                  |
|                |  |  |  |  |  |  |  |                              |  |  |  |  |  |  |  |                                 |  |  |  |  |  |  |  |                                  |
|                |  |  |  |  |  |  |  |                              |  |  |  |  |  |  |  |                                 |  |  |  |  |  |  |  | Josefina av Leuchtenberg         |
|                |  |  |  |  |  |  |  |                              |  |  |  |  |  |  |  |                                 |  |  |  |  |  |  |  |                                  |
|                |  |  |  |  |  |  |  | Louise av Sverige & Norge    |  |  |  |  |  |  |  |                                 |  |  |  |  |  |  |  |                                  |
|                |  |  |  |  |  |  |  |                              |  |  |  |  |  |  |  |                                 |  |  |  |  |  |  |  |                                  |
|                |  |  |  |  |  |  |  |                              |  |  |  |  |  |  |  |                                 |  |  |  |  |  |  |  | Fredrik av Nederländerna         |
|                |  |  |  |  |  |  |  |                              |  |  |  |  |  |  |  |                                 |  |  |  |  |  |  |  |                                  |
|                |  |  |  |  |  |  |  |                              |  |  |  |  |  |  |  | Lovisa av Nederländerna         |  |  |  |  |  |  |  |                                  |
|                |  |  |  |  |  |  |  |                              |  |  |  |  |  |  |  |                                 |  |  |  |  |  |  |  |                                  |
|                |  |  |  |  |  |  |  |                              |  |  |  |  |  |  |  |                                 |  |  |  |  |  |  |  | Luise av Preussen                |
|                |  |  |  |  |  |  |  |                              |  |  |  |  |  |  |  |                                 |  |  |  |  |  |  |  |                                  |